# 景谷タイ族イ族自治県
景谷タイ族イ族自治県（けいこくタイぞくイぞくじちけん）は中華人民共和国雲南省普洱市に位置する自治県。

## 地理
景谷県は雲南省西南部、思茅地区中部に位置し、タイ族及びイ族を中心とする少数民族が人口の46%を占めている。

## 歴史
景谷の古称は勐臥で、傣語で「井戸のある場所」を意味する。この地に行政区が設置されたのは1275年（至元12年）で、元朝により威遠州が設置されたのが初見である。明朝は威遠府、清代は威遠庁と称され、1919年に威遠県とされた。しかし四川省に同名県が存在したことより1914年に景谷県と改称され、更に1985年12月25日に民族自治県に改編され現在に至っている。

## 行政区画
| 区分 | 数 | 名称                          |
| ---- | -- | ----------------------------- |
| 鎮   | 6  | 威遠 永平 正興 民楽 鳳山 景谷 |
| 郷   | 4  | 碧安 益智 半坡 勐班           |

## 交通

### 道路
- 国道
  - G323国道